# Тімотей Мудрий
Тімотей Мудрий (словац. Timotej Múdry, нар. 4 квітня 2000, Списький Грушов) — словацький футболіст, півзахисник клубу «Ружомберок». Виступав також за низку інших словацьких клубів та молодіжну збірну Словаччини. Володар Кубка Словаччини.

## Клубна кар'єра
Тімотей Мудрий народився 2000 року в місті Списький Грушов, та є вихованцем футбольної школи клубу «Татран». У 2017 році розпочав грати в основній команді клубу, в якій грав до 2018 року, взявши участь у 4 матчах чемпіонату.
У 2018 році Мудрий перейшов до складу клубу «Ружомберок», у якому грав до 2022 року. У 2022 році керівництво клубу віддало футболіста в оренду до іншого словацького клубу «ВіОн». У 2023 році Мудрий повернувся до «Ружомберока», і в сезоні 2023—2024 років став у його складі володарем Кубка Словаччини.

## Виступи за збірну
Протягом 2020—2021 років Тімотей Мудрий грав у складі молодіжної збірної Словаччини. На молодіжному рівні зіграв у 4 офіційних матчах.

## Титули і досягнення
- Володар Кубка Словаччини (1):

«Ружомберок»: 2023–2024